# Epipliopithecus
Epipliopithecus vindobonensis — вимерлий вид пліопітекоїдних приматів, знайдений у середньоміоценових відкладеннях тріщини Девінська Нова Вес у західній Словаччині. Епіпліопітек — один із небагатьох пліопітекоїдів, для якого було знайдено як черепні, так і посткраніальні скам'янілості. Більшість пліопітекоїдів відомі лише за скам’янілими зубами, тоді як епіпліопітеки відомі за трьома майже повними скелетами. Отже, епіпліопітек значною мірою вплинув на сучасне розуміння пліопітекоїдної анатомії, пересування та філогенії.
Епіпліопітек має ряд морфологічних ознак, які демонструють його примітивне філогенетичне положення відносно живих катаринів. Одну з цих найбільш помітних ознак можна знайти в морфології зовнішнього вуха епіпліопітека. Мавпи Нового Світу та базальні антропоїди (тобто Aegyptopithecus, Parapithecus та Apidium) мають кісткове ектотимпанічне кільце, тоді як краун-катарини мавпи Старого Світу та людиноподібні мавпи) мають повністю окостенілу ектотимпанічну трубку. Епіпліопітек має проміжну морфологію у вигляді частково окостенілої ектотимпанічної трубки. Деякі автори стверджують, що цю морфологію найкраще інтерпретувати як проміжний еволюційний крок між ектотимпанічним кільцем і ектотимпанальною трубкою. Інші припускають, що це може бути проміжна морфологія розвитку, оскільки подібний стан спостерігається у деяких наявних недорослих катаринів.